# Ільченко Микита
Ільченко Микита (до 1941, Дніпро — після 1959, Дніпро, Україна) — український актор.
Працював у Дніпровському національному академічному українському музично-драматичному театрі імені Т. Г. Шевченка.

## Фільмографія
- Богдан Хмельницький (1941, Максим Кривоніс)
- Полум'я Гніву (1955)
- Гроза над полями (1958, Андрій Македон (батько Якова))
- Сватання на Гончарівці (1958, Прокіп Шкурат)
- Таврія (1959, епізод)

та інші.

## Родовід
- Ільченко Микита
  -  Ільченко Рита
    -  Чугуєва Марія
      -  Чугуєв Сергій
        -  Чугуєв Артем